# سیستم کنترل واکنش

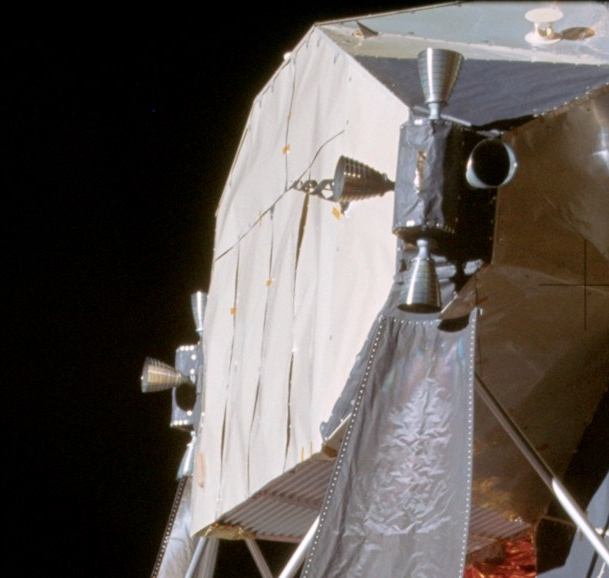
سیستم کنترل واکنش‌های استفاده شده در ماژول فرود فضاپیمای آپولو ۱۱

سیستم کنترل واکنش (RCS, Reaction control system) یک سامانه در فضاپیما است که با استفاده از پیشرانه و چرخ کنترل واکنش موجب این می‌شود که فضانورد یا سامانه کنترل توانایی چرخاندن و به حرکت درآوردن کوتاه فضاپیما را دارا شود، این می‌تواند به معنای حرکت به جلو، عقب، چپ، راست، بالا، پایین، دوران ۳۶۰ درجه به سمت چپ و راست و بالا و پایین شود. بدون استفاده از آر سی اس امکان اتصال یک فضاپیما به فضاپیما یا ایستگاه فضایی دیگر وجود نخواهد داشت.

## کاربرد اصلی

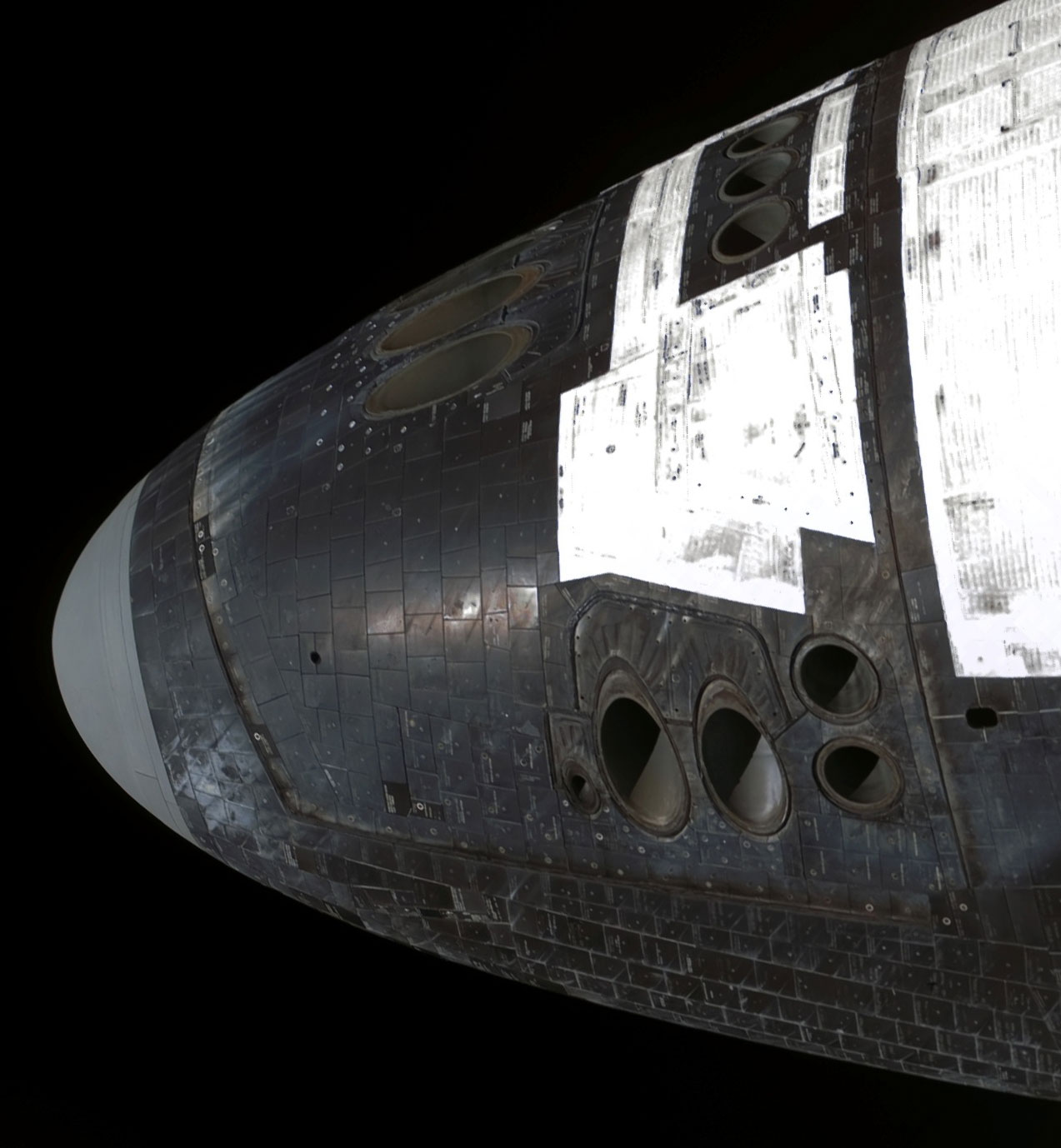
RCSهای دماغه یک شاتل فضایی

- نگه داشتن ایستگاه فضایی در مدار
- مانور نزدیک در طی مراحل اتصال
- کنترل جهت‌گیری فضاپیما
- تنظیم زاویه ورود به جو